# السلام الآشوري

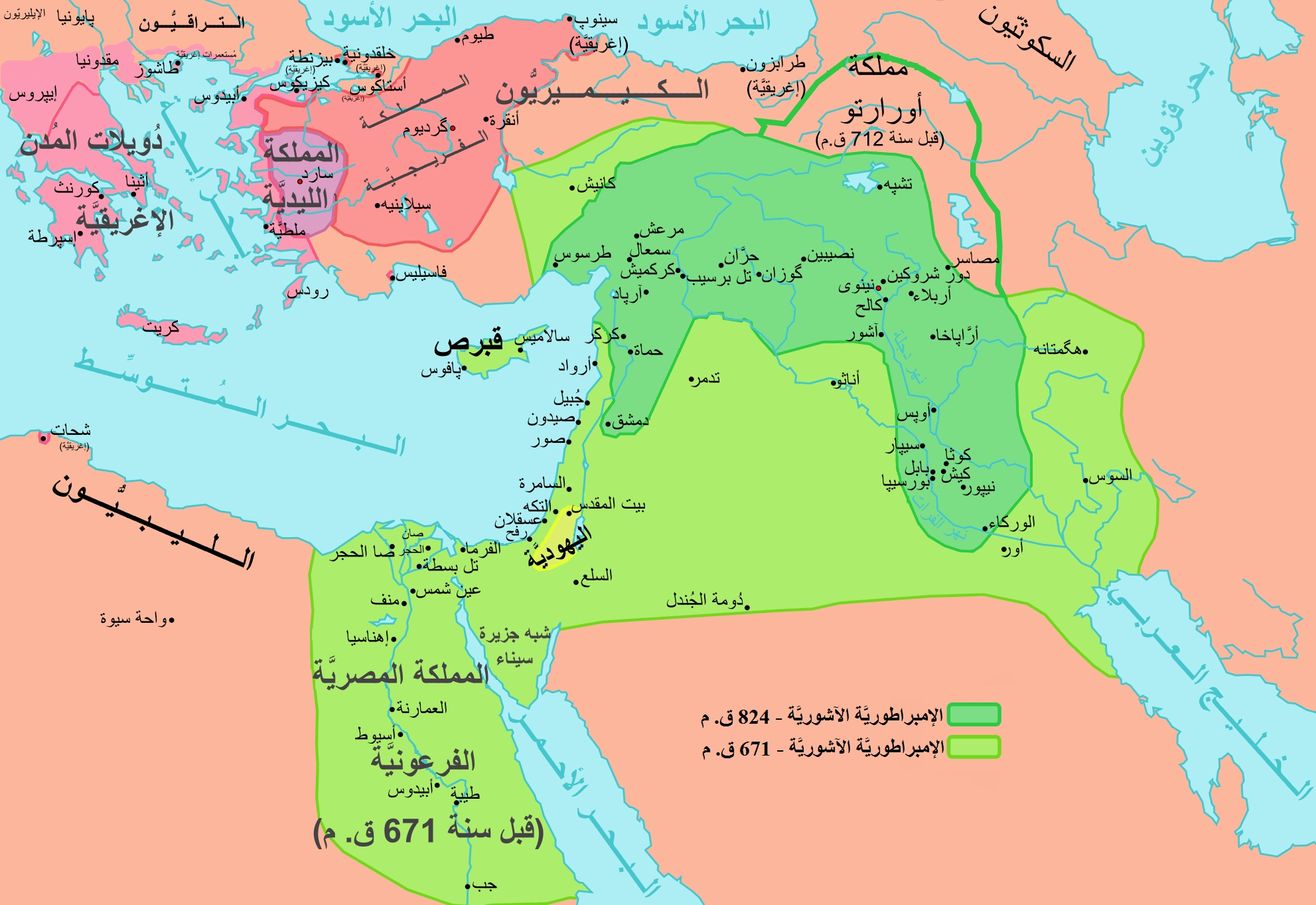
الإمبراطورية الآشورية في أقصى حد لها، تحت حكم آشوربانيبال.

كانت فترة السلام الآشوري، (باللاتينية: Pax Assyriaca) فترة سلام طويلة نسبيًا في الإمبراطورية الآشورية الحديثة خلال القرن السابع (حوالي 700-630 / 620 قبل الميلاد). لقد نُسخت العبارة إلى باكس رومانا. اشتهرت الإمبراطورية الآشورية الحديثة باستخدام القوة الغاشمة للتوسع والحفاظ على الإمبراطورية بعد العصور المظلمة حوالي 911-600 قبل الميلاد. ومع ذلك فقد جلب حكمهم فترة زمنية تُعرف باسم السلام الآشوري (700–620 قبل الميلاد) وخلال هذه الفترة، حققت الإمبراطورية الآشورية الحديثة أعلى نقاط نجاحها، بدءً من مصر إلى الغرب، إلى الخليج العربي في الشرق، ومعظم منطقة وسط البحر المتوسط. لقد كان للتطور الاقتصادي والسياسي والإيديولوجي والعسكري، خلال هذه الفترة، آثار دائمة على الأحداث حتى بعد زوال الإمبراطورية الآشورية.

## بدايات السلام الآشوري
وقعت أعظم لحظات التوسع الآشوري خلال حكم تغلث فلاسر الثالث (744–727 قبل الميلاد)، حيث امتد التوسع إلى بلاد ما بين النهرين، وسوريا، والأناضول، ومصر. لقد أدت إصلاحاته للإمبراطورية الآشورية إلى زيادة الكفاءة العسكرية والسياسية مما سمح له بإقامة الإمبراطورية الآشورية الحديثة. لقد جعل السلطة مركزية من خلال إضعافه المسؤولين الآشوريين وتعيينه حكامًا لتوزيع جزء صغير بالفعل من السلطة المتبقية داخل الإمبراطورية. كما أسس جيشًا أكبر باستخدام جنود الجزية والشعوب المهزومة. وبعد غزواته وغزوات أبنائه، شلمنصر الخامس وسرجون الثاني في الأناضول والمشرق، دخلت الإمبراطورية مرحلة من التحصين والاستقرار على الحدود المعروفة باسم السلام الآشوري. وبالنظر إلى طريقة التوسع المستخدمة من قبل آشور الحديثة للغزو العسكري ومطالب الجزية بأراضيهم التي تم فتحها، فإنها ترسم آشور الحديثة بطريقة سلبية إلى حد ما. ومع ذلك، فإن التوسع على مساحة كبيرة وفر الاستقرار في السلطة وهو أمر لم يحدث سابقًا لأن العديد من الزعماء المحليين كانوا يقاتلون على هذه السلطة. ومع نهاية الصراع على السلطة في المنطقة، تحول التركيز إلى توسيع الاقتصاد وبناء الإمبراطورية العامة. احتفظت آشور الحديثة بالعديد من الدول التابعة التي أعطت الجزية للإمبراطورية وكلما كانت الدول التابعة أكثر إنتاجية ومربحة، كلما ارتفع مقدار الجزية الذي تدفعه. لذلك وجدت آشور أن من مصلحتها الفضلى دعم تنمية إمبراطوريتهم وما حولها.

## النمو الاقتصادي
ومع أن الفترة سميت باسم «السلام الآشوري»، فقد كانت هناك بعض الاضطرابات داخل الإمبراطورية مع عدة تمردات وانتفاضات، وكذلك استمرار التوسع العسكري. ومع ذلك، كانت الفترة أكثر سلمية ورفاهية ومزدهرة بشكل ملحوظ بالنظر إلى أن السلطة كانت أكثر استقرارًا ومركزية من أي وقت مضى في ظل هذا الكيان السياسي الواحد. إن تطور عقرون، إحدى خمسة بينتابولس في فلستيا، هي شهادة على نتيجة التطور الذي أصبح ممكنًا بواسطة السلام الآشوري. نشأت عقرون خلال السلام الآشوري بعد 200 عام من الزوال. نما حجم المدينة حوالي 8 مرات وشهدت توسعًا اقتصاديًا كبيرًا. كانت عقرون مركز إنتاج زيت الزيتون للإمبراطورية خلال هذه الفترة ومنتجًا كبيرًا للمنسوجات التي يمكن رؤيتها مع اكتشافات الأنوال وأقساط زيت الزيتون في المنطقة. ومع اكتشاف أكثر من 115 دفعة زيت زيتون، يقدر أن تنتج عقرون حوالي 1000 طن من زيت الزيتون سنويًا. ومع ذلك، لا يوجد أي دليل على وجود أي من المنتجان قبل الفترة التي تشير إلى أن النمو الاقتصادي كان بسبب السلام الآشوري. تظهر جحافل الفضة الكبيرة الموجودة في قصور عقرون التي تم التنقيب عنها، والتي شيدتها النخبة، مدى الرخاء الاقتصادي الذي كانت تعيشه عقرون. يشير بناء هذه المنطقة من النخب إلى أن ظهور فرق واضح بين الطبقات العليا والدنيا بسبب تدفق الثروة لأولئك الذين كانوا يتحكمون في إنتاج وإدارة سياسة واقتصاد عقرون. لقد استمرت المدينة في الازدهار حتى بعد انسحاب الآشوريين، مما يشير إلى الآثار طويلة الأمد للسلام الآشوري على مدن مثل عقرون.
ساهمت العلاقة الآشورية مع الفينيقيين خلال هذه الفترة في التنمية الاقتصادية لآشور الحديثة. كانت فينيقيا دولة تابعة أخرى دفعت الجزية لآشور الحديثة. وكعامل اقتصادي رئيسي في المنطقة، أجرى الفينيقيون التجارة داخل الإمبراطورية حيث جلبوا النبيذ والخشب والعاج والمعادن والأفكار بفضل الشبكة البحرية الواسعة التي أنشأوها. ولأن الفينيقيون أصبحوا مصدرًا رئيسيًا للموارد، فقد كان عليهم إيجاد وسائل جديدة لتلبية الطلب على الكبير على الإمبراطورية الآشورية الحديثة مما أدى إلى التوسع الفينيقي من أجل الحصول على المستعمرات لكسب المزيد من الموارد. كان للفينيقيين دور فعال في تجارة الحديد في جميع أنحاء البحر الأبيض المتوسط حيث سيطروا على ثلاث مدن منتجة للحديد: قبرص وقيليقية، وكريت. وبسبب شبكاتهم التجارية الواسعة، تمكن الفينيقيون من ربط اليونان وبلاد ما بين النهرين في تجارة السلع وكذلك الأفكار التي من شأنها أن تؤدي إلى انتشار الأبجدية الآشورية والفن والهندسة المعمارية نحو الغرب.

## التنمية السياسية والعسكرية
خلال حكم تغلث فلاسر الثالث، كانت السلطة داخل الإمبراطورية الآشورية مركزية حيث فقد كبار المسؤولين سلطاتهم. قام الجنرالات بغزوات شخصية دون استشارة الملك، ولكن مع تنفيذ الإصلاحات، فقد تم تجريد هؤلاء المسؤولين من السلطة. تم جعل المحافظين يسيطرون على المقاطعات الصغيرة من أجل نشر أي سلطة لم يمتلكها الملك نفسه من أجل منع حكم السلالات داخل المقاطعات. قام تغلث فلاسر أيضًا رسميًا باستخدام الأجانب داخل جيشه. لقد استخدم الأشخاص الذين غزا بلادهم لتوسيع جيشه وأدى ذلك إلى إضافة سلاح الفرسان والعربات. لقد كان الجنود الأجانب المشاة الخفيفة في الجيش بينما كان الآشوريين الأصليين في سلاح الفرسان والعربات.
نادرًا ما شارك الآشوريون سياسيًا بشكل مباشر بين دولهم وفي بعض أجزاء إمبراطوريتهم. لا يوجد دليل على وجود طلب للمشاركة الدينية على المستوى المحلي أو طلب استخدام اللغة الآشورية. لقد كان دفع الجزية والولاء للملك المتطلبات الحقيقية الوحيدة على المستوى المحلي. لقد صعّب النظام السياسي الضعيف الذي استخدمه الآشوريون على الإمبراطورية أن تبقى متحدة لفترة طويلة دون تمرد وانتفاضة وستجعل من السهل على قوة معارضة إزالة إمبراطورية منفصلة عن شعوبها.

## التمردات ونهاية السلام الآشوري
ومع أنه ربما كان يطلق على هذه الفترة «السلام الآشوري»، فقد تعاملت آشور الحديثة مع تمردات، وقد زادت من التوسع العسكري لمملكتها خلال هذه الفترة. كان لبابل انتفاضات متعددة طوال فترة حكم آشور الحديثة حتى تم تدميرها في النهاية من قبل سنحاريب في 689 قبل الميلاد لمنعها من التمرد مرة أخرى. ومع ذلك، فقد تم أُعيد بنائها من قبل ابنه آسرحدون، في النهاية قادت بابل التمرد ضد آشور حيث نجحت في تدمير العاصمة الآشورية نينوى. ستؤدي نهاية الإمبراطورية الآشورية أيضًا إلى نهاية السلام الآشوري وصعود الإمبراطورية البابلية الحديثة.